# Раджм

Страны, в которых узаконено побивание камнями

Раджм (араб. رَجْم‎ —  «побивание камнями»‎) — форма смертной казни, применяемая в исламском праве, при которой осуждённого забивают камнями до смерти. Данная мера наказания применяется к прелюбодеям — гомосексуалам и нарушителям супружеской верности.

## Порядок совершения
Арабское слово «раджм» происходит от глагола «раджама» (араб. رَجَمَ‎ —  побивать камнями; проклинать; прогонять; строить догадки, предположения‎) и означает побивание камнями, проклятие.
Условием для применения раджма является здравый рассудок, совершеннолетие (балиг) и непринуждённость прелюбодея. Приговор о раджме выносит только шариатский судья. В ханафитском и маликитском мазхабе эта мера наказания также не применяется против немусульман (кафиров). Для тех, кто на момент совершения прелюбодеяния или до него (разведённые, вдовы) не был в браке, предусмотрено наказание ста ударами плетьми (рабы — пятьюдесятью) с изгнанием сроком на один год (рабов — полгода).
Для того, чтобы доказать на суде факт прелюбодеяния, необходимы свидетельства четырёх свидетелей либо же четырёхкратное признание в прелюбодеянии самого прелюбодея или прелюбодейки. По шафиитскому и маликитскому мазхабу достаточно одного признания в прелюбодеянии. Наказание в виде побивания камнями распространяется на замужних и тех, кто когда-то был в браке. Если прелюбодей или прелюбодейка в момент совершения греха не были в браке, то их побивают палками либо применяют другие виды наказания (тазир). В Коране слово «раджм» не встречается, но в сборниках хадисов приводятся факты того, что пророк Мухаммад применял раджм в отношении некоего Маиза и женщины Гамидии. А в одном из хадисов приводятся слова праведного халифа Умара о том, что раджм упоминался в Коране, но со временем был отменён (Мансух) для чтения в качестве коранического. В нём говорится:

Передал мне Абу ат-Тахир, и Хармала ибн Яхья, сказав: Передал нам Ибн Вахб: Поведал мне Юнус, от Ибн Шихаба, сказав: Поведал мне Убейдулла ибн Абулла ибн Утба, что он слышал, как Абдулла ибн Аббас говорил: Сказал Умар ибн-Аль Хаттаб, сидя на престоле Посланника Аллаха (ﷺ): «Поистине Аллах избрал Мухаммада (ﷺ) как истина и ниспослал ему Писание. И из того ниспосланного Аллахом был стих о побиении камнями. И мы прочли его, и поняли его, и соблюдали его. Посланник Аллаха (ﷺ) побивал камнями, и мы после него побивали камнями. И я боюсь, что придёт такое время, и кто-то скажет, клянусь Аллахом, что мы не находим стих о побиении камнями в Книге Аллаха, тогда как (стих) о побиении камнями в книге Аллаха есть истина (применяемая) с прелюбодействовавшим в браке, будь то мужчина или женщина, при наличии доказательства, или беременности, или признания».
Оригинальный текст (ар.)حَدَّثَنِي أَبُو الطَّاهِرِ، وَحَرْمَلَةُ بْنُ يَحْيَى، قَالَا: حَدَّثَنَا ابْنُ وَهْبٍ، أَخْبَرَنِي يُونُسُ، عَنِ ابْنِ شِهَابٍ، قَالَ: أَخْبَرَنِي عُبَيْدُ اللهِ بْنُ عَبْدِ اللهِ بْنِ عُتْبَةَ، أَنَّهُ سَمِعَ عَبْدَ اللهِ بْنَ عَبَّاسٍ، يَقُولُ: قَالَ عُمَرُ بْنُ الْخَطَّابِ وَهُوَ جَالِسٌ عَلَى مِنْبَرِ رَسُولِ اللهِ ﷺ: إِنَّ اللهَ قَدْ بَعَثَ مُحَمَّدًا ﷺ بِالْحَقِّ، وَأَنْزَلَ عَلَيْهِ الْكِتَابَ، فَكَانَ مِمَّا أُنْزِلَ عَلَيْهِ آيَةُ الرَّجْمِ، قَرَأْنَاهَا وَوَعَيْنَاهَا وَعَقَلْنَاهَا، فَرَجَمَ رَسُولُ اللهِ ﷺ، وَرَجَمْنَا بَعْدَهُ، فَأَخْشَى إِنْ طَالَ بِالنَّاسِ زَمَانٌ أَنْ يَقُولَ قَائِلٌ: مَا نَجِدُ الرَّجْمَ فِي كِتَابِ اللهِ فَيَضِلُّوا بِتَرْكِ فَرِيضَةٍ أَنْزَلَهَا اللهُ، وَإِنَّ الرَّجْمَ فِي كِتَابِ اللهِ حَقٌّ عَلَى مَنْ زَنَى إِذَا أَحْصَنَ مِنَ الرِّجَالِ وَالنِّسَاءِ، إِذَا قَامَتِ الْبَيِّنَةُ، أَوْ كَانَ الْحَبَلُ، أَوِ الِاعْتِرَافُ.
— Сахих Муслим, 1691